# Curdled
Curdled (titulada Obsesionada con el crimen en Hispanoamérica y Tú asesina, que nosotras limpiamos la sangre en España) es una comedia negra de 1996 escrita y dirigida por Reb Braddock. La película protagoniza a Angela Jones como una inmigrante colombiana que acepta un trabajo de limpieza de la escena del crimen y descubre evidencia sobre un asesino en serie local llamado “Blue Blood Killer” por sus ataques a los miembros de la alta sociedad. La película es una nueva versión de un cortometraje de 1991 del mismo nombre, también dirigido por Braddock y protagonizado por Jones.

## Argumento
Desde que era pequeña, Gabriella ha sentido interés por la muerte una defenestración. A partir de entonces, la chica experimenta una pasión mórbida por los sucesos sangrientos, en particular aquellos con decapitación, y sobre todo siente curiosidad por si las cabezas de los decapitados pueden hablar algunos segundos después de la muerte. Gabriella es contratada en una pequeña empresa especializada en la limpieza de los lugares del crimen. Una de sus primeras misiones es la limpieza de un piso donde ha sido asesinada una de las víctimas de un asesino en serie que escapa de la policía y que tiene el mote de «el asesino del listé telefónico de la alta sociedad». Mientras limpia, Gabriella descubre una inscripción dejada por la víctima pero, acuciada por su colega, la camufla esperando poder volver luego. 
El anochecer, en una cita con su amigo Eduardo, Gabriella quiere visitar el lugar del crimen. Va pues, pero el asesino está ahí ya que su víctima había inscrito su nombre con un rotulador permanente. Así que el asesino se ve obligado en volver a la escena para borrarlo. Escondido en el sótano, el asesino tiene todos los problemas del mundo para salir. El amigo huye aterrorizado por la sangre de la víctima mientras Gabriella resto sola y efectúa una danza extática. El asesino, finalmente liberado de su escondrijo, se entrega a un juego peligroso con Gabriella, también fascinada por este personaje que le da miedo. Tras haber imitado juntos todos los gestos que lo han conducido al asesinato, el asesino busca el golpe fatal pero resbala, golpeándose en la cabeza y perdiendo el conocimiento. Gabriella aprovecha entonces que está inconsciente para cortarle la cabeza con un cuchillo, después de haber conectado un magnetófono. En una escena postcréditos, Gabriella y Eduardo en el coche escuchan las últimas palabras del asesino de la cabeza cortada...

## Reparto
- Angela Jones: Gabriela
- William Baldwin: Paul Guell
- Bruce Ramsay: Eduardo
- Lois Chiles: Katrina Brandt
- Barry Corbin: Lodger
- Mel Gorham: Elena
- Kelly Preston: Kelly Hogue
- George Clooney: Seth Gecko
- Quentin Tarantino: Richard Gecko